# 리틀 맨 (2006년 영화)
리틀 맨(Little Man)은 미국에서 제작된 키넌 아이버리 웨이언스 감독의 2006년 코미디 영화이다. 말론 웨이언스 등이 주연으로 출연하였고 키넌 아이보리 웨이언스 등이 제작에 참여하였다.

## 출연

### 주연
- 말론 웨이언스
- 린든 포코
- 가브리엘 피멘탈

### 조연
- 숀 웨이언스
- 트레이시 모건
- 케리 워싱턴
- 존 위더스푼
- 로슬린 먼로
- 프레드 스톨러

## 제작진
- 미술: 레슬리 딜리
- 의상: 조리 우드만
- 배역: 스투어트 아이킨스
- 배역: 리사 비치
- 배역: 숀 코시
- 배역: 사라 카츠만